# 朱安达·卡塔维查亚
朱安达·卡塔维查亚（1911年1月14日—1963年11月7日）通常简称朱安达，印度尼西亚无党派政治家，属印尼巽他族，穆斯林。
朱安达生前多次进入印度尼西亚共和国内阁，担任过多部门的部长，是印尼第11任、第17届内阁总理，同时兼任国防部长，他所领导的内阁即朱安达内阁。由于朱安达卸任总理后苏加诺总统自称总理，苏加诺下台后苏哈托废除总理职位，故朱安达常被视为印尼历史上最后一任总理。卸任总理兼防长后，他任苏加诺内阁首席部长（第一部长）直至逝世，也是印尼史上唯一的首席部长。
朱安达任部长、总理和首席部长期间执行积极的独立自主的对外政策，把握反帝国主义和殖民主义的大方向，同时团结国内各党派和政治集团，打击各地分裂势力，重视经济建设，为印尼的独立、统一和发展做出了贡献。但批评者认为他是苏加诺的橡皮图章，而且他任职期间印尼的经济状况未见起色。

## 生平

### 早年生活与教育
朱安达于1911年1月14日（一说7月10日）生于印尼（当时为荷兰殖民地荷属东印度）西爪哇打横的一个教员家庭，先人是来自井里汶苏丹宫廷的巽他贵族。朱安达的父亲是一位年轻的教师，母亲是家庭妇女，他还有3个弟弟和2个妹妹。
朱安达幼年先是在打横的一所印尼人学校上小学，后转入一所荷兰人学校读初中，接受西方式教育。1924年初中毕业后，他到万隆读高中，于1929年5月1日毕业。高中毕业后，他以优异的成绩进入高級工程学院（今万隆理工学院的前身）深造，并于1933年5月6日毕业，获工学士学位。

### 早期职业生涯
大学毕业后进入政界前，朱安达在荷属东印度首府巴达维亚（今印尼首都雅加达）的穆罕默迪亚伊斯兰教中学教书，并曾担任过该校的校长。1937年，即在担任教师四年后，他成为西爪哇水利局的一位工程师，1939年他成为该局的高级顾问。此外，他还积极参加巴达维亚市政局的工作。
1942年正值第二次世界大战太平洋战场激斗正酣之时，日军占领了包括荷属东印度在内的东南亚大部分地区，并改巴达维亚为今名雅加达。同年朱安达参加了雅加达市议会选举，但未当选。

### 独立战争与部长生涯
1945年8月15日日本投降，印尼的民族主义者闻之要求立刻宣布印尼独立。8月17日，印尼独立运动领袖苏加诺和穆罕默德·哈达共同签署了《印度尼西亚独立宣言》，印度尼西亚独立战争拉开序幕。9月28日，朱安达带领年轻的印尼民族主义者们从日本当局手中接管了铁路管理局，之后他们又接管了矿产管理局、市政管理局、住房管理局以及万隆北部的一个军需仓库。此后，朱安达被共和国政府任命为爪哇和马都拉岛铁路管理局局长，同年任交通部副部长。
朱安达被称为“马拉松式的部长”，在印度尼西亚前16届内阁中，他12次入阁，主要担任交通部长或经济部长。他在苏丹·夏赫里尔总理的第二届内阁（1946年3月组阁）中以交通部初级部长的身份首次入阁，并在第三届夏赫里尔内阁（1946年10月组阁）中再次入阁，升任交通部部长。之后又在阿米尔·谢里夫丁总理的第一届（1947年7月3日组阁）和第二届内阁（1947年11月12日）中两次入阁，继续担任交通部长。
尽管印尼已宣布独立，但荷兰仍试图恢复东印度殖民地，并与英国联合入侵印尼。英军撤离后，荷军又单独发动第一次大规模侵略战争，即所谓第一次警卫行动。印尼不敌，乃于1947年12月8日开始在联合国主持下与荷兰在美军运输舰伦维尔号上展开谈判，朱安达是印尼代表团成员之一。1948年1月17日印尼与荷兰签订了《伦维尔协定》，规定印度尼西亚共和国与荷兰占领下的傀儡邦组成印度尼西亚联邦共和国（或印度尼西亚合众国）。印尼执政联盟中的马斯友美党强烈抨击该协定并退出内阁，导致第二届谢里夫丁内阁于1948年1月23日垮台，1月29日，副总统穆罕默德·哈达组成新一届内阁并兼任总理，朱安达在内阁中继续仍担任交通部长，并代理公共工程部长（1948年4月13日起不再代理）。
但是荷军又于1948年12月19日发动第二次大规模侵略战争，即所谓第二次警卫行动。荷军很快攻占印尼共和国临时首都日惹，逮捕了苏加诺、哈达以及包括朱安达在内的全体内阁成员。朱安达被劝说加入荷占巴巽丹傀儡邦政府，但他拒绝了。

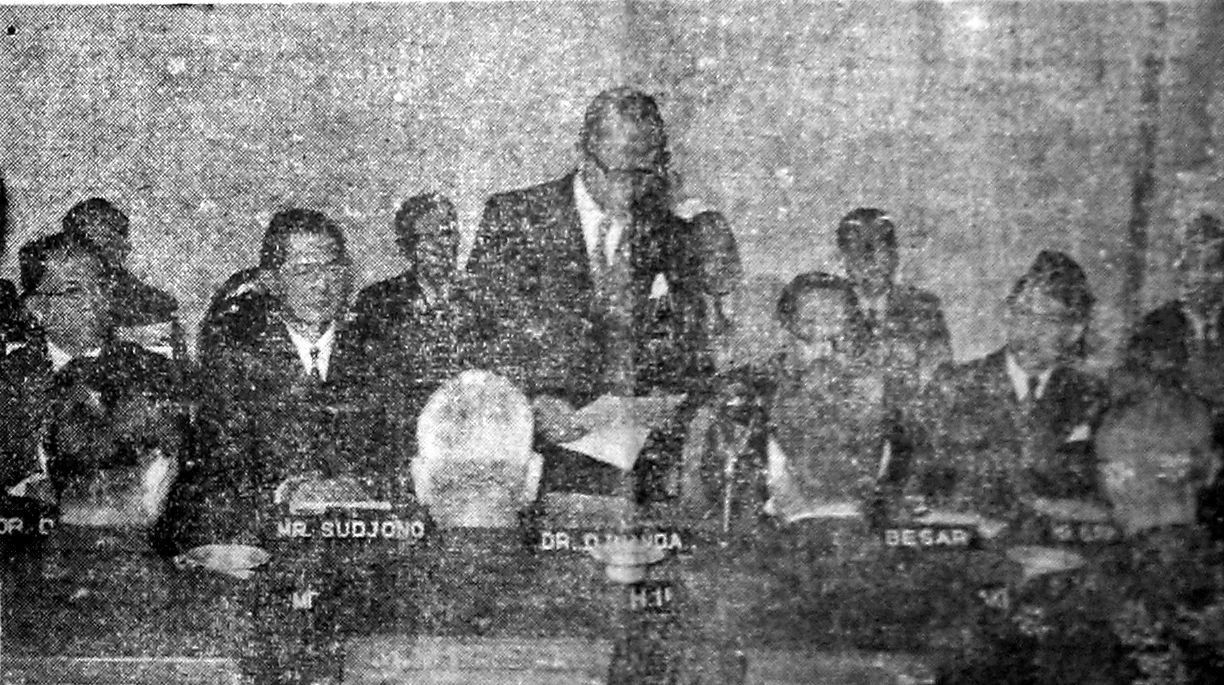
1952年1月5日朱安达（中站立者）在印尼与日本就战争赔偿问题举行的谈判席上发表讲话

在各方压力下，1949年荷军撤出日惹，并释放印尼共和国领导人。同年8月4日朱安达进入穆罕默德·哈达副总统兼总理组成的第二届内阁，改任无任所的国务部长。苏加诺当选印度尼西亚联邦共和国总统后，任命哈达担任联邦共和国总理组成新一届内阁。12月20日印度尼西亚联邦共和国内阁成立，朱安达任社会福利部长（或经济部长）。同年他参加在海牙举行的印度尼西亚－荷兰圆桌会议，并在后一次谈判中担任财经问题小组委员会主席。《圆桌会议协定》签订后，荷兰承认印尼独立，但印尼须继续实行联邦制，参加以荷兰女王朱丽安娜为最高元首的荷兰－印度尼西亚联邦，荷兰仍享有许多特权，这在印尼国内引起了普遍不满。经过印尼各邦的协商，终于1950年8月15日宣布建立统一的单一制印尼共和国，印尼独立战争以印尼的成功独立而告终。印尼联邦共和国期间，朱安达曾飞赴美国“请求进出口银行贷款”，并与美国人就美国垄断印尼进出口贸易的问题进行谈判。

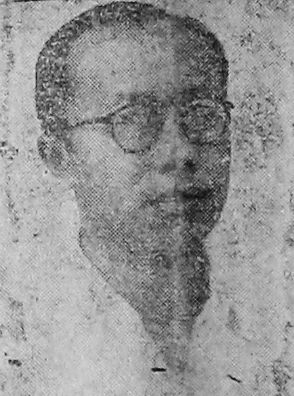
担任韦洛坡内阁交通部长的朱安达

印尼独立战争结束后，朱安达先后在穆罕默德·纳席尔内阁（1950年9月6日组阁）、苏基曼·维尔约桑佐约内阁（1951年4月27日组阁）和韦洛坡内阁（1952年4月1日组阁）中三任交通部长。1951年12月，他率领印尼代表团，就日本对印尼的战争赔偿和两国的经济贸易问题与日方举行谈判。
1953年8月1日阿里·沙斯特罗阿米佐约总理组成第一届内阁，朱安达担任印尼国家计划局局长，但未进入内阁。1956年3月阿里·沙斯特罗阿米佐约再次担任总理，组成第二届内阁，朱安达进入内阁，担任负责计划事务的国务部长。在1957年1月9日马斯友美党的优素福·维比索诺辞去财政部长之职后，他代理财政部长。他是印尼第一个五年计划（1956年－1960年）的主要决策人。

### 总理兼防长
统一的印尼共和国成立后，仍然面临各地分离主义叛乱频仍、各政党派系斗争激烈、军方权力过大、内阁更迭频繁等一系列问题，故政局持续动荡。苏加诺试图通过扩大总统权力，整合各派势力，结束国内混乱局面，集中力量对付各地叛乱，他认为必须由民族主义、宗教和共产主义三派的代表人物组成一个纳萨贡（是印尼语中民族主义、宗教和共产主义三个词的缩略语）内阁，并由各专业集团代表组成民族委员会。为此他于1957年3月14日宣布全国实行军管，第二届阿里内阁同时辞职，印尼史上的自由民主时期结束，开始了所谓有领导的民主时期。但是苏加诺成立纳萨贡内阁的提议遭部分党派抵制，苏加诺乃于4月7日任命无党派的朱安达为总理兼国防部长，负责组阁。作为备受尊重的无党派政治家，朱安达成为总理被认为是苏加诺安抚右翼和外岛分离主义者的选择。新内阁被称为工作内阁（或非常事务内阁），后世也称之为朱安达内阁，共有23位阁员，他们全是无党派人士或以个人名义担任内阁职务。朱安达内阁的政治纲领如下：一、成立民族委员会；二、使国家情况正常化；三、实现废除《圆桌会议协定》；四、进行收复西伊里安的斗争；五、加快进行建设。

#### 收复西伊里安的斗争
朱安达任总理期间实行积极的独立自主的对外政策，反对帝国主义和殖民主义是政治大方向，故而他盛赞在印尼万隆举行的亚非会议所取得的成就，而收复西伊里安是朱安达内阁的工作重点之一。根据印尼－荷兰《园桌会议协议》，西伊里安仍由荷兰占领，印尼国内收复西伊里安的呼声日益高涨。1957年11月29日晚朱安达内阁举行会议，通过了朱安达总理兼防长关于解放西伊里安斗争的措施的指示，内阁还决定加强对解放西伊里安行动委员会的领导，并已作出了具体实现废除印荷《圆桌会议协定》的计划。11月30日晚，朱安达总理向印尼全国人民发表广播演说，号召解放西伊里安。当天发生了刺杀苏加诺总统的未遂事件，印尼反荷情绪更盛。12月1日晚朱安达总理就苏加诺总统遇刺事件向全国人民发表广播演说，宣布政府将对事件采取坚决措施，还号召全国人民在参加反荷斗争时提高警惕，加强爱国心和决心。
1957年12月3日，印度尼西亚共产党等左翼党派领导的工会开始接管国内的荷兰企业。12月4日早，朱安达内阁决定封闭荷兰驻印尼所有领事馆并命令领馆人员离开印尼。12月5日，朱安达内阁进一步决定通知那些印尼政府所不需要的荷兰人离开印尼，禁止转移荷兰企业所赚取的利润和禁止转移荷兰在印尼的福利基金；决定把印尼工人已经接管的荷兰企业移交给一个管理委员会，规定这些企业在政府的监督下继续经营；决定接管荷兰皇家轮船公司，由管理委员会负责领导企业的日常工作；要求海运部把荷兰在印尼的码头和仓库收归国有。12月9日，朱安达总理兼防长以最高军权执掌者的身分宣布命令称，印尼政府对国内的所有荷兰种植园以及种植园附属工厂和农业试验站等实行管制，并要求其中的雇员继续工作。朱安达在命令中说此举是“为了使对国家具有重要性的生产继续进行”，外界则猜测政府此举是为了防止工会接管这些种植园。12月21日朱安达总理宣布，解散解放西伊里安行动委员会，收复西伊里安的斗争改由以他为首的印尼国家安全委员会领导。
虽然朱安达作为总理兼国防部长，名义上是全国军政最高首脑，但实际军权掌握在军队将领、尤其是陆军参谋长阿卜杜尔·哈里斯·纳苏蒂安手中。为了抑制左翼党派在反荷斗争中的作用，纳苏蒂安宣布陆军接管工会没收的荷兰企业。1958年1月11日纳苏蒂安决定成立陆军控制下的解放西伊里安全国阵线，自任阵线主席，接替了朱安达为首的国家安全委员会负责的解放西伊里安工作。对此，朱安达于2月10日再一次向国会表明，政府将继续奉行争取解放西伊里安的现行政策。虽然朱安达任总理期间印尼未能收复西伊里安，但在他任首席部长时终于实现。

#### 反对地方分裂的斗争
朱安达内阁起初试图通过和平方式解决地方分离主义问题。1957年4月9日朱安达宣称，新内阁首先将关注和着手处理地方问题，中央政府将尽可能满足地方提出的进行地方建设的要求。4月10日上午，苏加诺总统主持了新旧内阁移交仪式。新总理朱安达在讲话中说，新内阁面临多种多样的问题，但他对这些问题的解决抱有希望。同年7月18日，朱安达发表公报，称中央政府要同地方政府讨论行政、经济和地方建设方面的问题，7月19日上午他动身前往印尼东部视察，与地方领导人进行协商。
1957年5月，成立了印尼民族委员会。6月15日，朱安达内阁一致通过了民族委员会名单。但是对于委员会的成立，一些人尤其是右翼党派表示反对，他们还反对苏加诺总统和朱安达内阁的政策，认为委员会的成立进一步加强了苏加诺总统的权力，称朱安达内阁不是由朱安达总理控制的而是由苏加诺自己指定的，只不过是“苏加诺的橡皮图章”，主张由前副总统哈达组成新内阁代替朱安达内阁。
1957年9月10日至14日，朱安达内阁召开了全国协商会议，寻求和平解决地方武装叛乱等问题，使国家恢复正常，并维护印尼共和国的中央集权制，朱安达任会议主席，他还亲自邀请对现政府有异议的前副总统哈达参会。两个月后又召开了全国发展会议。但是两次会议都未能取得任何实质性成果。
就在印尼国内收复西伊里安的反荷斗争如火如荼之时，苏门答腊的分离主义者与部分右翼党派策划趁苏加诺总统出访之机发动武装叛乱，他们于1958年2月10日向中央政府提出最后通牒，要求朱安达内阁解散，苏加诺总统恢复为象征性国家元首等等。朱安达内阁立即拒绝了这些要求，并宣布解除参与叛乱的军官的职务。2月15日，苏门答腊叛乱集团在西苏门答腊省的武吉丁宜市成立“印度尼西亚共和国革命政府”，公开反抗中央政府，很快苏拉威西的叛乱集团也在北苏拉威西省省会万鸦老起而响应。
对于叛乱集团的叫板，朱安达宣布将采取断然步骤予以打击，不过他也强调避免使用暴力，避免发生内战。苏加诺总统回国后也重申将对叛乱集团采取强硬措施。但国内各党派和政治领袖对此意见不一，主战、主和与公开支持叛乱的皆有之。在此情况下，苏加诺只能依靠军队的力量镇压叛乱。经过激烈战斗，1958年5月5日陆军攻陷“革命政府”所在地武吉丁宜，6月26日收复万鸦老，叛乱乃平。
叛乱造成大量人员伤亡和财产损失，同时由于美国、马来亚联合邦、菲律宾、澳大利亚和台湾的中华民国都对叛乱集团表示同情或支持，导致印尼与这些国家的关系恶化。1958年8月，朱安达政府宣布取缔中国国民党在印尼的组织，陆军还没收了一些国民党人在印尼开办的企业和报纸。

#### 《朱安达宣言》及其他
朱安达任内最具有战略意义的举措是在他于1957年12月13日发表关于印尼领海问题的宣言，即《朱安达宣言》。
朱安达向世界宣布，印度尼西亚共和国是一个群岛国家，所有围绕各岛的、各岛之间的和连接各岛的水域，无论面积大小、或宽或窄，都是印度尼西亚共和国天然的一部分，都是印尼国家的内陆水域或印尼主权范围管辖的水域。
朱安达宣布，印尼的领海并不限于1939年《领海与海洋环境条例》规定的范围，印尼领海基线以外12海里内的水域都是印尼的领海。
朱安达宣言粉碎了其他国家、尤其是美国和印尼的邻国澳大利亚对于印尼各岛之间海域的幻想，故遭到这两个国家的反对，它们主张的领海范围是领海基线3海里以内。尽管如此，在朱安达及其继任者们的坚持斗争下，1982年达成的《联合国海洋法公约》接受了印尼的要求。这样，印尼就拥有了580万平方公里的领海面积，占印尼总领土（包括陆地和海洋）面积的四分之三。
朱安达支持中华人民共和国进入联合国，认为金门和马祖毫无疑问是中国不可分割的领土。他重申印尼政府坚持一个中国的立场，希望台湾海峡两岸双方通过谈判和平解决台湾问题。朱安达任总理期间还解决了印尼与日本的战争赔款的问题。

#### 内阁改组及总辞职
1958年6月25日，苏加诺总统对朱安达内阁进行了改组，朱安达留任总理，其他内阁成员没有根本变化，内阁的政治纲领除了第一点改为成立国家计划委员会外，与改组前的内阁政纲完全一样。
朱安达总理在任期间，印尼共产党等左翼党派与陆军的力量得到了很大的增强，特别是陆军的权势在镇压各地叛乱过程中急剧膨胀，令苏加诺总统感到自己的权力将被架空，并认为只有借助印尼共产党才能抗衡陆军，这使得印尼的政治发展方向不断左转，让军方和右翼党派深感不安。同时，印尼制宪会议仍在争论新宪法指导思想该选择伊斯兰教，还是世俗的建国五项原则。为打破僵局，陆军参谋长纳苏蒂安建议苏加诺总统恢复《1945年宪法》，这部宪法的赋予总统极大权力。纳苏蒂安还下令禁止一切政治活动，对此朱安达警告制宪会议议员，否决恢复1945年宪法的提议将导致军队接管政权，令印尼民主倒退。但是制宪会议的表决结果，赞成恢复《1945年宪法》的票数未达到修宪所必需的三分之二以上绝对多数。纳苏蒂安乃建议苏加诺解散制宪会议，直接下达总统令恢复《1945年宪法》。
1959年7月5日，苏加诺发布总统令，宣布解散制宪会议，《1950年临时宪法》停止生效，同时恢复《1945年宪法》，其核心内容是将政体由临时宪法规定的议会内阁制恢复为1945年的总统内阁制。同日，朱安达内阁举行最后一次会议，决定总辞职，因为内阁是根据临时宪法成立的，既然临时宪法已经不复存在，内阁就失去了存在的合法性。7月6日上午，苏加诺总统接受了朱安达内阁的辞呈，并对朱安达和他的内阁表示感谢，同时要求朱安达以看守内阁总理身份领导看守内阁在新内阁成立以前继续工作。

### 首席部长及逝世
1959年7月9日，由苏加诺总统兼任总理的新内阁，即第一届工作内阁成立，朱安达任内阁首席部长（或称第一部长）并兼任财政部长，地位仅次于苏加诺，为内阁核心人物之一。此后在苏加诺总统兼总理的第二届工作内阁（1960年2月18日组阁）中他留任首席部长，兼任财政部第一部长（1960年7月1日起不再兼任）。在苏加诺第三届工作内阁（1962年3月6日组阁）中，他继续担任首席部长直至在任上逝世。在苏加诺总统出访时，他曾代理总统职权，还曾代理外交部长。
在任首席部长期间，朱安达的身体状况不佳，他曾于1962年9月22日飞抵日本，在日逗留约一个月治病疗养。10月11日晚，罗马尼亚人民共和国国务委员会主席格奥尔基·乔治乌-德治在雅加达独立宫（印尼总统府）举行的一次仪式上把一枚罗马尼亚二级勋章赠给当时正在日本作健康检查的朱安达。从日本回国后，朱安达一度仍不能照常工作，苏加诺总统乃决定首席部长的日常工作由第一副首席部长约翰内斯·莱梅纳和第二副首席部长苏班德里约共同分担。
任首席部长期间，朱安达继续施行反帝、反殖、亲东方的对外政策。1960年6月26日开始，他连续访问了苏联、波兰人民共和国、捷克斯洛伐克社会主义共和国、匈牙利人民共和国、罗马尼亚人民共和国、保加利亚人民共和国和南斯拉夫联邦人民共和国七个东欧社会主义国家。
朱安达认为西藏问题纯粹是中华人民共和国的内政，而对于中印边界冲突，他希望中华人民共和国和印度以谈判的方式和平解决争端。不过在印尼华侨问题上，他坚决执行苏加诺总统的《1959年第10号总统令》，因而中华人民共和国批评他持排华立场。
对于西伊里安问题，经过包括朱安达在内的印尼各界人士的多年努力，终于1963年5月1日收复了被荷兰占领的西伊里安。
尽管保持反西方的政治大方向，朱安达仍对美国持有较为同情的谅解的态度。在印尼国内经济不景气、物价飞涨的情况下，他与苏加诺同意接受美国贷款，也表示将努力克服国内经济困难。收复西伊里安后，他表示将集中力量解决经济问题。
1963年11月6日（星期三）下午，朱安达在妻子和女儿的陪同下，到雅加达的一家新旅馆参加开营仪式。晚11时25分他突然倒下，20分钟后脉搏停止跳动。他的私人医生赶到现场，为他进行了人工呼吸，但没有成功。11月7日，印度尼西亚政府宣布，朱安达在当天凌晨1时因患心脏病逝世。

## 身后
朱安达逝世当天上午，印尼高级军政官员、印尼各政党领导人和其他国家的外交使节前往他生前的寓所吊唁，并向他的遗孀表示慰问。当天下午，在雅加达市郊的卡利巴达英雄陵园举行了隆重的葬礼，苏加诺总统兼总理主持葬礼，有印尼政府高级官员和其他国家的外交使节参加了葬礼。雅加达所有的政府建筑物和市民住宅都下半旗志哀。同年，苏加诺发布第244号总统令，追授朱安达印度尼西亚民族英雄称号。
朱安达逝世后，第一副首席部长约翰内斯·莱梅纳、第二副首席部长苏班德里约和基础工业与矿业部长哈伊尔·萨勒都大力进行幕后活动以争夺首席部长职位。1963年11月13日，苏加诺总统兼总理成立新内阁，即第四届工作内阁，废除了首席部长职位，任命三位竞争者为副总理。
对于朱安达的逝世，中华人民共和国国务院总理周恩来、中华人民共和国国务院副总理兼外交部长陈毅和中国印度尼西亚友好协会会长、中国伊斯兰教协会主任包尔汉都发唁电表示哀悼。
根据印尼官方的说法，朱安达的死因是心脏病（心脏痉挛）。但在1965年的九三零事件中，右翼的《伊斯兰之声报》报道说朱安达是“喝了中华人民共和国的葡萄酒而死的”，右翼势力趁机在印尼各地掀起反华浪潮。对此，以苏加诺总统兼总理为首的内阁予以驳斥，称朱安达被中华人民共和国毒死的报道是谣言。

## 个人生活

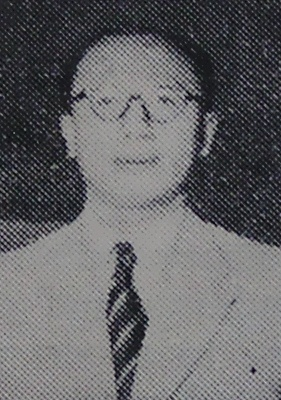
1956年的朱安达

根据合众社的报道，朱安达被公认为雅加达工作最努力的官员之一。在他那个时代，印尼的大部分官员只坐在办公桌前几小时，下午照例睡午觉，但是朱安达的同事们说他“至少要辛辛苦苦地工作八小时，有时甚至十二小时”。和朱安达一起工作过的外国人称他是“一个能把做成事情的人”且“极有独立性”。尽管努力工作，但他每天都会抽空打高尔夫球。朱安达最喜爱经济和社会事务。尽管他积极参加公务生活，但他仍阅读了大量的哲学和经济学著作，一位印尼官员称他是“亚洲学识渊博的杰出人物之一”。
朱安达没有教名，他常常被人称为哈吉，表明他是去过麦加朝觐的穆斯林。他戴眼镜，能够讲流利的英语和荷兰语。他已婚，育有一子四女。

## 影响、评价与纪念

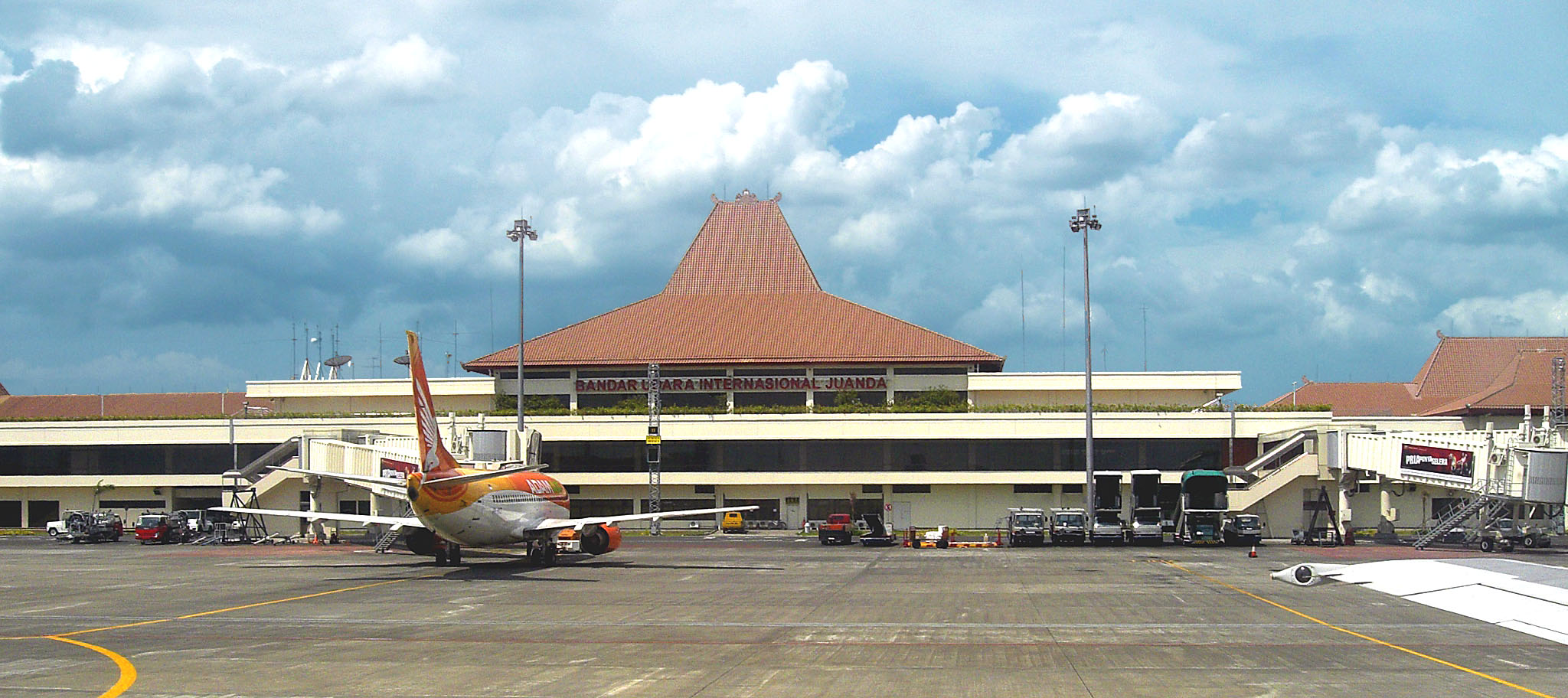
朱安达国际机场

朱安达从政期间一直以国家的公仆和公共服务人员自居，他被称为模范公务员，不论在哪个岗位，都抱着为国家和民族服务的态度来工作。
朱安达被认为是国家之子，即使不是他的本职工作，他也会很好地完成。面对对民族和国家利益的挑战，他会找到最佳的解决方案。
他于1957年12月13日发表的关于印尼领海问题的宣言，即《朱安达宣言》，被认为是印尼史上最具战略意义的宣言。这份具有地缘政治意义的宣言，对于印尼的统一、主权、国防和发展都具有战略意义，确定了印尼作为世界上最大的群岛国家，能够拥有领海内丰富的自然、交通和旅游资源。这份宣言可与1928年10月28日的《青年宣言》和1945年8月17日的《独立宣言》一道并称为缔造印度尼西亚共和国的三大柱石。1999年时任印尼总统阿卜杜拉赫曼·瓦希德宣布每年的12月13日为群岛日，以纪念在1957年的该日《朱安达宣言》发表。2001年继任总统的梅加瓦蒂·苏加诺普特丽发布第126号总统令，重申了群岛日的建立，并正式将其定为国家纪念日。
朱安达是一个灵活的领导者，他有时会在某些方面与苏加诺总统和其他政治人物持不同意见，这对于大权在握的苏加诺来说多多少少是一种制约。他的逝世和总理职位的废除对于印度尼西亚共和国的政治制度具有重大而深远的影响，导致了总统权力过大——总统兼任总理，既是国家元首，又是政府首脑，且缺少对总统权力的监督和制约，为苏加诺和以后的苏哈托合法地进行独裁统治铺平了道路，也是导致两人最终倒台的重要原因。
批评者认为朱安达只不过是苏加诺的橡皮图章，而且他任职期间未能解决印尼国内的经济困难。另外，中华人民共和国也曾批评他在印尼华侨问题上执行苏加诺总统的1959年第10号总统令，持排华立场。
朱安达生前提议建造服务泗水和东爪哇的机场，机场建成后以他的名字命名，即朱安达国际机场。此外，万隆的哈吉朱安达工学士森林公园也是以他的名字命名的，园中有哈吉朱安达工学士纪念碑和哈吉朱安达工学士博物馆，园中的一条街也被命名为哈吉朱安达工学士街。2016年印度尼西亞銀行發行的50,000印尼盾鈔票也印有朱安達的肖像。

### 引用
1. 1 2 3 4 5 6 7  . dishut.jabarprov.go.id.   [2012-08-07]. （原始内容存档于2021-10-29） （印度尼西亚语）.
2. 1 2 3 4 5 6 7 8 9 10 11  . tokohindonesia.com.   [2012-08-07]. （原始内容存档于2012-08-20） （印度尼西亚语）.
3. 1 2  . duniashinichi.blogspot.com.   [2012-08-07]. （原始内容存档于2021-01-10） （印度尼西亚语）.
4. 1 2 3  
. 人民日报 (北京: 新华社). 1957-04-10.
5. 1 2 3 4 5 6 7 8 9 10 11 12  
杨元恪, 陈有进, 邵滨鸿, 梁鲁生. . 人民日报出版社. 1993年3月: 2614－2615. ISBN 7-80002-538-1.
6. 1 2 3 4  
. 参考消息 (雅加达: 合众社). 1957-04-10.
7. ↑  
梁英明. . 北京: 人民出版社. 2010年3月: 163–164. ISBN 978-7-01-007653-9.
8. 1 2 3 4  
梁英明. . 北京: 人民出版社. 2010年3月: 190–197. ISBN 978-7-01-007653-9.
9. 1 2 3 4 5 6 7  
Simanjuntak, P.H.H. . Jakarta: Penerbit Djambatan. 2003: pp. 23–238. ISBN 979-428-499-8 （印度尼西亚语）.
10. ↑  
. 人民日报 (北京: 新华社). 1949-12-23.
11. ↑  
. 人民日报 (北京: 新华社). 1950-01-21.
12. ↑  
. 人民日报 (北京: 新华社). 1950-01-24.
13. 1 2 3 4 5 6 7 8 9 10 11 12 13 14 15 16  
梁英明. . 北京: 人民出版社. 2010年3月: 221–231. ISBN 978-7-01-007653-9.
14. ↑  
德拉克雷, 史蒂文; 郭子林译. . 北京: 中国出版集团, 商务印书馆. 2009年12月: 100. ISBN 978-7-100-06885-7.
15. ↑  
. 人民日报 (雅加达: 新华社). 1957-04-10.
16. ↑  
. 人民日报 (雅加达: 新华社). 1958-04-27.
17. ↑  
. 人民日报 (雅加达: 新华社). 1957-12-01.
18. ↑  
. 人民日报 (雅加达: 新华社). 1957-12-03.
19. ↑  
. 人民日报 (雅加达: 新华社). 1957-12-06.
20. ↑  
. 人民日报 (雅加达: 新华社). 1957-12-11.
21. ↑  
. 参考消息 (雅加达: 合众社, 美联社). 1957-12-11.
22. ↑  
. 人民日报 (雅加达: 新华社). 1957-12-23.
23. ↑  
. 人民日报 (雅加达: 新华社). 1958-01-15.
24. ↑  
. 人民日报 (雅加达: 新华社). 1958-02-12.
25. 1 2  
梁英明. . 北京: 人民出版社. 2010年3月: 259. ISBN 978-7-01-007653-9.
26. ↑  
. 人民日报 (雅加达: 新华社). 1957-04-11.
27. ↑  
. 人民日报 (雅加达: 新华社). 1957-07-21.
28. ↑  
. 参考消息 (雅加达: 合众社). 1957-06-17.
29. 1 2  
. 参考消息 (雅加达: 合众社). 1957-05-12.
30. ↑  
. 参考消息 (雅加达: 合众社). 1958-02-15.
31. ↑  
. 参考消息 (雅加达: 合众社). 1958-02-13.
32. ↑  
. 参考消息 (开罗: 阿拉伯联合共和国电台, 合众社). 1958-10-29.
33. ↑  
. 参考消息 (雅加达: 美联社, 法新社). 1958-10-31.
34. ↑  
. 人民日报 (雅加达: 新华社). 1958-06-26.
35. ↑  
. 人民日报 (雅加达: 新华社). 1959-06-04.
36. ↑  
. 参考消息 (雅加达: 美国之音, 路透社). 1959-06-04.
37. 1 2  
Ricklefs, M. C. . Macmillan Southeast Asian reprint. 1982: p. 289–343. ISBN 0-333-24380-3 （英语）.
38. ↑  
. 人民日报 (雅加达: 新华社). 1959-07-06.
39. ↑  
. 人民日报 (雅加达: 新华社). 1959-07-07.
40. ↑  
. 参考消息 (雅加达: 安塔拉通讯社). 1960-04-02.
41. ↑  
. 参考消息 (雅加达: 印度尼西亚新闻社). 1962-09-27.
42. 1 2  
. 参考消息 (雅加达: 法新社). 1959-10-18.
43. ↑  
. 参考消息 (东京: 共同社). 1962-09-24.
44. ↑  
. 参考消息 (雅加达: 安塔拉通讯社). 1962-10-13.
45. ↑  
. 参考消息 (雅加达: 新华社). 1962-10-26.
46. ↑  
. 人民日报 (雅加达: 新华社). 1961-07-07.
47. ↑  
. 参考消息 (雅加达: 安塔拉通讯社). 1960-06-12.
48. ↑  
. 参考消息 (雅加达: 法新社). 1962-12-19.
49. 1 2  
. 参考消息 (美国之音). 1959-11-25.
50. 1 2  
. 参考消息 (日惹: 印度尼西亚新闻社). 1959-11-26.
51. ↑  
. 参考消息 (华盛顿哥伦比亚特区: 合众社). 1959-07-12.
52. 1 2  
. 参考消息 (雅加达: 新华社). 1960-02-02.
53. 1 2  
. 参考消息 (雅加达: 印度尼西亚新闻社). 1962-03-02.
54. 1 2  
. 参考消息 (雅加达: 美联社). 1962-08-28.
55. ↑  
. 参考消息 (雅加达: 美联社). 1963-11-07.
56. 1 2  
. 人民日报 (雅加达: 新华社). 1963-11-08.
57. ↑  
. depsos.go.id.   [2012-08-07]. （原始内容存档于2012-05-09） （印度尼西亚语）.
58. ↑  
. 参考消息 (雅加达: 路透社). 1963-11-15.
59. ↑  
. 人民日报 (北京: 新华社). 1963-11-09.
60. ↑  
. 人民日报 (北京: 新华社). 1963-11-10.
61. ↑  
. 人民日报 (雅加达: 新华社). 1965-11-06.
62. ↑  
. metro.polri.go.id.   [2012-08-07]. （原始内容存档于2011-12-30） （印度尼西亚语）.
63. ↑  
. iscenery.net.   [2012-08-07]. （原始内容存档于2012年2月12日） （英语）.
64. ↑  . hotelsaccommodation.com.au.   [2012-08-07]. （原始内容存档于2020-02-27） （英语）.
65. ↑  Ayomi Amindoni. . The Jakarta Post. 2016-09-14  [2019-04-10]. （原始内容存档于2020-09-18）.